# Minhou
Minhou (uitgesproken als [min-hoow]) is een arrondissement in de Fujianese stad Fuzhou. De postcode van dit gebied is 350100. In 2020 woonden er 988.200 mensen in dit gebied.

## Geografie
Minhou heeft een oppervlakte van 2133 km².
Minhou bestaat uit:
- negen grote gemeentes: Ganzhe 甘蔗镇, Baisha 白沙镇, Nanyu 南屿镇, Shanggan 尚干镇、Xiangqian 祥谦镇, Qingkou 青口镇, Nantong (Fujian) 南通镇, Shangjie 上街镇 en Jingxi 荆溪镇
- en zes gemeentes: Zhuqi 竹岐乡, Hongwei 鸿尾乡, Yangli 洋里乡, Dahu (Fujian) 大湖乡, Tingping 廷坪乡 en Xiaoruo 小箬乡

## Demografie
Cijfers 2000:

## Geboren in Minhou of Minhou hebben alsjiaxiang
- Lin Zexu
- Dong Feng